# Китерон
Китерон (греч. Κιθαιρώνας ή Κιθαιρών) — горный хребет в Греции, на границе Западной Аттики и Беотии. Высочайшая точка — гора Профитис-Илиас (Προφήτης Ηλίας ή Ελατιάς), 1409 м.
На северных склонах хребта находятся многочисленные истоки реки Ливадострас, а на юго-восточных — реки Сарандапотамос.

## История
В античности гора Киферон (др.-греч. Κιθαίρων, лат. Cithaeron) образовывала границу между Беотией, Аттикой и Мегаридой, укреплённую наблюдательными вышками и замками.
9 сентября 479 года до н. э. на склонах горы Китерон рядом с городком Платеи в Беотии состоялась битва при Платеях между греческой армией (более 80 тыс.) под командованием Павсания и армией персов Ксеркса (70—120 тыс., среди которых по Геродоту было 50 тыс. греческих наемников Мардония). Персы сражались храбро, но были наголову разбиты благодаря выучке и более тяжёлому вооружению греческого войска. Когда погиб Мардоний в персидской армии началась паника; персы бежали в свой укрепленный лагерь, который афиняне взяли штурмом. Угроза вторжения персов в Грецию была ликвидирована.

## Мифология
По Павсанию горе дал своё имя царь платейцев Киферон.
На вершине Киферона был жертвенник, на котором сжигали животных в жертву Зевсу и Гере. На расстоянии 15 стадий от жертвенника находилась пещера Сфрагидий (Σφραγίδιον), где по преданию вещали нимфы.
На склонах Киферона вакханки служили Дионису. На юге находятся Элевферы, где находился храм Диониса. По Диодору Сицилийскому Элевферы основал Дионис. Предположительно именно отсюда культ Диониса и получил распространение в Аттике. Одним из эпитетов Диониса было Элевферей, то есть Элевферский. По инициативе Писистрата была перенесёна деревянная статуя Диониса из Элевфер в Афины и устроен теменос Диониса в южной части Акрополя.
Китерон является местом действия нескольких греческих мифов. Аполлон и Артемида убили здесь детей Ниобы, Геракл победил здесь Киферонского льва, шкуру которого он повязал за лапы как плащ, а пасть служила ему шлемом.